# Гукайло, Александр Фёдорович
Александр Фёдорович Гукайло (укр. Олександр Федорович Гукайло; род. 22 января 1974, Днепропетровск) — украинский футболист, нападающий.

## Биография
Воспитанник футбольной школы «Днепр-75» (Днепропетровск). На взрослом уровне начал выступать в сезоне 1992/93 в составе кировоградской «Звезды» во второй лиге Украины. Затем выступал за клубы низших дивизионов России и Украины — «АПК» (Азов), «Медита» (Шахтёрск), «Источник» (Ростов-на-Дону), «Нефтехимик» (Кременчуг).
В 1995 году перешёл в «Актюбинец». В чемпионате Казахстана дебютировал 2 июня 1995 года в матче против «Кайрата», заменив в перерыве Александра Платонычева. Всего провёл в высшей лиге страны 7 матчей в июне-июле 1995 года и ещё до окончания сезона покинул команду.
Затем снова выступал в низших лигах Украины и России в клубах «Динамо» (Славянск), «Амур» (Благовещенск), «Локомотив» (Днепропетровск), «Химик» (Северодонецк), нигде не задерживаясь более чем на сезон.
В 1998 году сыграл по одному матчу за клубы высшей лиги Белоруссии — «Молодечно» и «Торпедо» (Минск).
В возрасте 24-х лет завершил профессиональную карьеру.